# Pseudognaphalium sylvicola
Pseudognaphalium sylvicola là một loài thực vật có hoa trong họ Cúc. Loài này được (McVaugh) G.L.Nesom miêu tả khoa học đầu tiên.